# Ortsteil Bürgerpark
Der Ortsteil Bürgerpark gehört zum Stadtteil Geestemünde im Stadtbezirk Süd der Stadtgemeinde Bremerhaven. 

## Geografie
Der Ortsteil grenzt im Norden an den Ortsteil Buschkämpen des Stadtteils Lehe, im Osten an den Stadtteil Schiffdorferdamm, im Süden an den Ortsteil Grünhöfe des Stadtteils Geestemünde und im Westen an die Ortsteile Geestemünde-Nord und Geestendorf.
Der Ortsteil Bürgerpark hat eine Fläche von 4,03 km² und 5308 Einwohner (2018).

## Geschichte

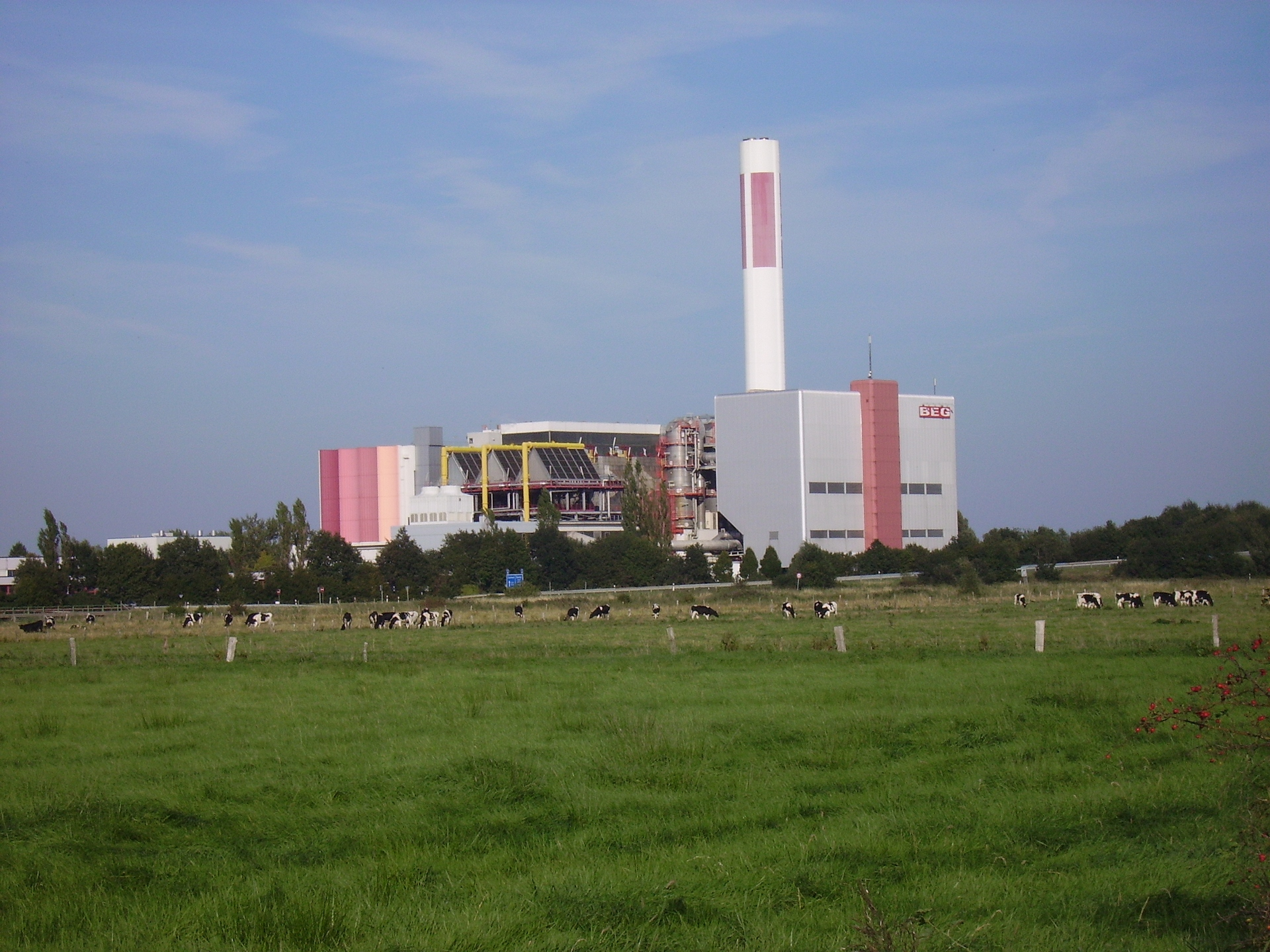
Müllbeseitigungsanlage (MBA)

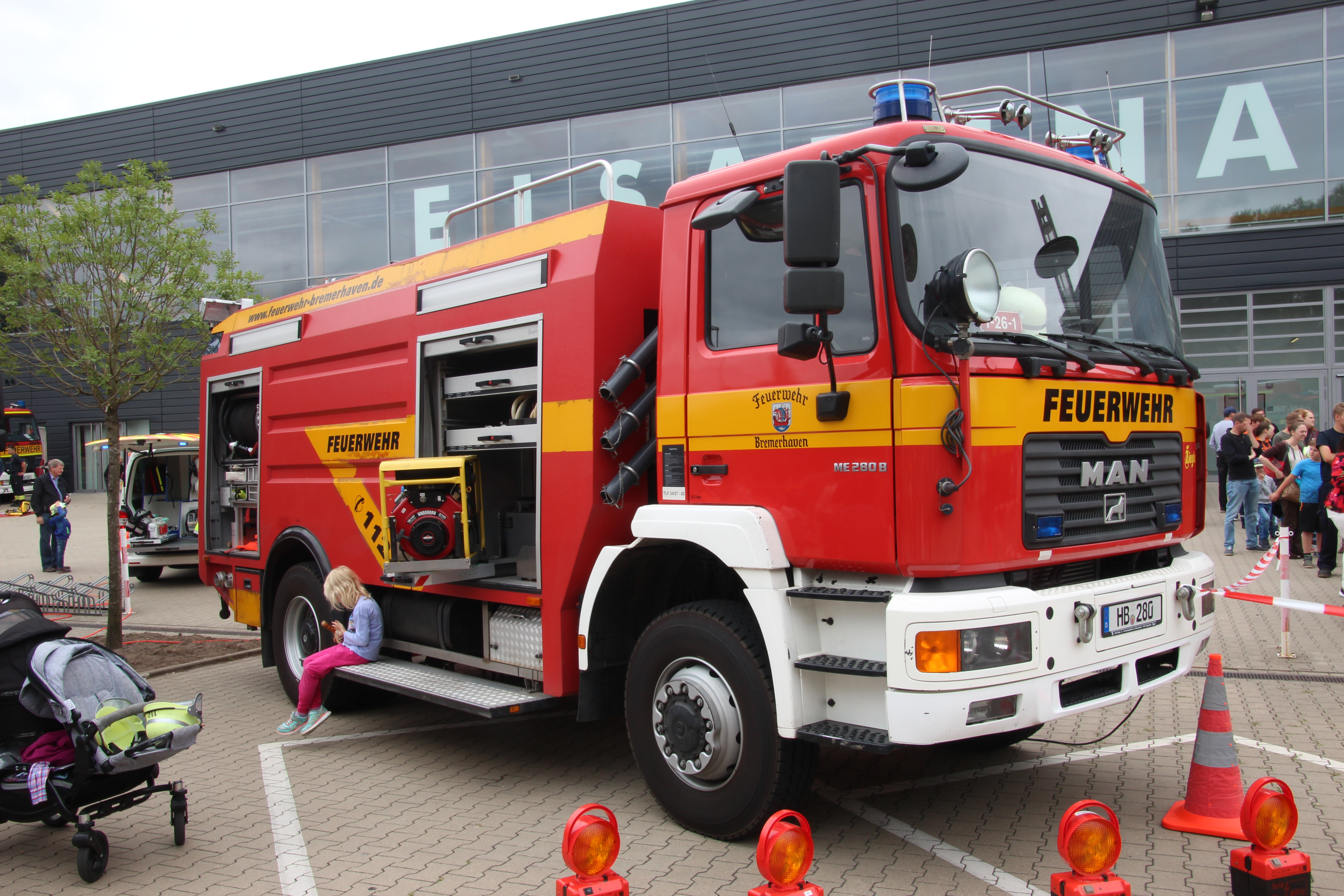
Feuerwehr Bremerhaven

Der Ortsteil war bis zum Beginn des 20. Jahrhunderts nahezu unbewohnt. Im Bereich Vierhöfen gab es im Mittelalter einen Meierhof des Erzstifts Bremen. Dieser wurde vor 1600 in drei Bauernhöfe aufgeteilt. Um 1700 kam ein vierter Hof hinzu. Das Gut besteht seit langer Zeit nicht mehr. Im Jahr 1908 wurde das Naherholungsgebiet Bürgerpark eröffnet.
Im Norden des Ortsteils liegt die Siedlung Am Bürgerpark. Sie entstand 1949 zwischen dem Bürgerpark und der Wiesenstraße. Zu Beginn der 1970er Jahre entstand das Bebauungsgebiet Bürgerpark Süd. 1975 wurde das Schulzentrum am Bürgerpark eingeweiht und 1976 nahm die Müllbeseitigungsanlage (MBA) an der Geeste den Betrieb auf. 1980 wurden die zentrale Feuerwache und der VGB-Betriebshof an der Hexenbrücke eröffnet.